# Thomas Einwaller
Thomas Einwaller (Scheffau, 25 april 1977) is een Oostenrijks voormalig voetbalscheidsrechter. Hij was in dienst van FIFA en UEFA tussen 2005 en 2012. Ook leidde hij tussen 2002 en 2012 wedstrijden in de Bundesliga.
Op 14 september 2002 leidde Einwaller zijn eerste wedstrijd in de Oostenrijkse nationale competitie. Tijdens het duel tussen Admira Wacker en Grazer AK (2–2) trok de leidsman viermaal de gele kaart. In Europees verband debuteerde hij op 26 juni 2005 tijdens een wedstrijd tussen Pobeda Prilep en FK Smederevo in de UEFA Intertoto Cup; het eindigde in 2–1 in het voordeel van de Macedoniërs en Einwaller trok vijfmaal een gele kaart. Zijn eerste interland floot hij op 1 maart 2006, toen Luxemburg met 0–2 verloor van België door doelpunten van Kevin Vandenbergh en Luigi Pieroni. Tijdens deze wedstrijd toonde Einwaller alleen aan Anthony Vanden Borre een gele kaart.
In 2008 werd Einwaller door de FIFA aangewezen als een van de kandidaat-scheidsrechters voor het WK 2010. Uiteindelijk viel hij af voor de definitieve schifting. In 2012 zette de Oostenrijker een punt achter zijn carrière.

## Interlands
| Datum             | Plaats                      | Wedstrijd                | Uitslag | Competitie           | Kreeg geel | Kreeg voor de tweede keer geel en dus rood | Weggestuurd |
| ----------------- | --------------------------- | ------------------------ | ------- | -------------------- | ---------- | ------------------------------------------ | ----------- |
| 1 maart 2006      | Luxemburg, Luxemburg        | Luxemburg – België       | 0 – 2   | Vriendschappelijk    | 1          | 0                                          | 0           |
| 16 mei 2006       | Innsbruck, Oostenrijk       | Tsjechië – Saoedi-Arabië | 2 – 0   | Vriendschappelijk    | 1          | 0                                          | 0           |
| 22 augustus 2007  | Aarhus, Denemarken          | Denemarken – Ierland     | 0 – 4   | Vriendschappelijk    | 0          | 0                                          | 0           |
| 17 oktober 2007   | Bakoe, Azerbeidzjan         | Azerbeidzjan – Servië    | 1 – 6   | EK 2008 kwalificatie | 3          | 0                                          | 0           |
| 1 juni 2008       | Solna, Zweden               | Zweden – Oekraïne        | 0 – 1   | Vriendschappelijk    | 0          | 0                                          | 0           |
| 10 september 2008 | Udine, Italië               | Italië – Georgië         | 2 – 0   | WK 2010 kwalificatie | 3          | 0                                          | 0           |
| 1 april 2009      | Glasgow, Schotland          | Schotland – IJsland      | 2 – 1   | WK 2010 kwalificatie | 1          | 0                                          | 0           |
| 5 september 2009  | Strovolos, Cyprus           | Cyprus – Ierland         | 1 – 2   | WK 2010 kwalificatie | 3          | 0                                          | 0           |
| 25 mei 2010       | Wattens, Oostenrijk         | Nigeria – Saoedi-Arabië  | 0 – 0   | Vriendschappelijk    | 0          | 0                                          | 0           |
| 29 mei 2010       | Innsbruck, Oostenrijk       | Saoedi-Arabië – Spanje   | 2 – 3   | Vriendschappelijk    | 1          | 0                                          | 0           |
| 3 september 2010  | Sankt Gallen, Zwitserland   | Zwitserland – Australië  | 0 – 0   | Vriendschappelijk    | 2          | 0                                          | 0           |
| 12 oktober 2010   | Reykjavik, IJsland          | IJsland – Portugal       | 1 – 3   | EK 2012 kwalificatie | 4          | 0                                          | 0           |
| 17 november 2010  | Klagenfurt, Oostenrijk      | Italië – Roemenië        | 1 – 1   | Vriendschappelijk    | 4          | 0                                          | 0           |
| 7 juni 2011       | Wals-Siezenheim, Oostenrijk | Kameroen – Rusland       | 0 – 0   | Vriendschappelijk    | 4          | 0                                          | 0           |
| 2 september 2011  | Belfast, Noord-Ierland      | Noord-Ierland – Servië   | 0 – 1   | EK 2012 kwalificatie | 6          | 0                                          | 0           |